# Hamer (Band)
Hamer ist eine polnische Speed- und Thrash-Metal-Band aus Karpacz, die im Jahr 1985 unter dem Namen Hammer gegründet wurde und sich 1993 auflöste. Die Gruppe war zudem 2002 bis 2003 und ist seit 2012 wieder aktiv. Zwischenzeitlich trug sie den Namen Hämmer.

## Geschichte
Die Band wurde im Frühling 1985 gegründet. Der erste Besetzungswechsel ereignete sich im Jahr 1986. Nach einem weiteren im Jahr 1987 bestand diese Besetzung bis zur Auflösung im Jahr 1993. Im Jahr 2002 wiederbelebte Robert Köhler die Band. Die Band war Finalist der National Junior Song Review in Breslau und Gewinner Rock Musicians Festival in Jarocin im Jahr 1986. Im Jahr 1987 trat die Band auf dem Metalmania auf zusammen mit Bands wie Helloween, TSA, Turbo und Kat. Erstmals zu hören war die Band zudem auf der Split-Veröffentlichung Metalmania '87. Bis zum Jahr 1990 trat die Gruppe außerdem auf jedem weiteren Metalmania auf. Zudem ging die Band zusammen mit Citron auf Tournee durch Tschechien und zusammen mit Wizard auf Tour durch Ungarn. In den Jahren 1988, 1989 und 1990 veröffentlichte die Gruppe mit Hammer, Shermann und Terror drei Alben. Als Produzent war Tomasz Dziubinski für sie tätig. Shermann erschien über Poko Rekords. Das Album hatte dasselbe Cover wie das Debütalbum und enthielt sieben der acht Lieder des Debüts, jedoch auf Englisch. Hierauf erhielten die Mitglieder Pseudonyme: Die Band bestand somit aus dem Sänger Snipe, den Gitarristen Micky und Funny, dem Bassisten Chuck und dem Schlagzeuger Kliman. Terror erschien zudem auch bei dem deutschen Label Shark Records in englischer Fassung. Der Bandname wurde hierauf durch den Einsatz eines Heavy-Metal-Umlauts in Hämmer umgeändert und die Mitglieder erhielten erneut Pseudonyme: Der Sänger Robert Köhler hieß Rob Keller, der Gitarrist Maciej Sawicz erhielt den Namen Mick Savage, der Gitarrist Jarosław Kopała wurde Peter Poland genannt, der Bassist Robert Kuryś war Robert Joy und der Schlagzeuger Dariusz Chmura wurde in Derek Cloud umbenannt. Nach der Veröffentlichung des Albums Mind Crushing Mirror im Jahr 1993 löste sich die Band auf.
Im Jahr 2002 kehrte die Band kurzzeitig unter dem Namen Hämmer zurück, veröffentlichte ein Jahr später unter dem Namen SCHH1 ein weiteres Album und löste sich wieder auf.
2012 wurde die Gruppe erneut wiederbelebt. Im Mai 2013 verließ Robert Köhler die Band, woraufhin die Band ihre Namen wieder leicht veränderte und sich nun Hamer nennt.

## Stil
Laut Mirko Schmat im Buch Heavy Metal aus Osteuropa spielt die Band auf dem selbstbetitelten Debütalbum klassischen Thrash Metal im Stil von Overkill und Nuclear Assault aus dem Zeitraum von 1988 bis 1992. Terror verarbeite das Thema Krieg. Laut classicthrash.com spielt die Band auf Shermann klassischen Thrash- und Speed-Metal. Die Lieder würden in ihrer Geschwindigkeit variieren, jedoch kämen die Lieder sonst ohne weitere Besonderheiten aus. Auf Terror gebe es im Vergleich zum Vorgänger bis auf die bessere Produktion keine nennenswerten Unterschiede. Die Lieder seien energiereich, aber wenig einprägsam. Laut thethrashmetalguide.com ist die Band im Vergleich zu anderen polnischen Thrash-Metal-Gruppen wie Wolf Spider und Turbo weniger experimentell. Die Musik sei energiereich und die Gitarrenarbeit auf dem selbstbetitelten Debütalbum sei technisch recht anspruchsvoll. Shermann biete anspruchsvolle E-Gitarren, wobei die Lieder jedoch nun weniger schnell und energiereich seien. Auch Terror biete, ähnlich wie beim Debütalbum, technisch anspruchsvolle Riffs. Im Lied Inside Looking Out seien Einflüsse aus Funk und Popmusik hörbar. Das folgende Lied Monsters biete wieder eine Mischung aus Speed- und Thrash-Metal, ehe man das Tempo bei Angel's Wrath wieder herausnehme. Old Man biete eine Mischung aus schnellen und langsamen Gitarren. SCHH1 biete klassischen Thrash Metal mit gelegentlichen technischen Ausflügen. Laut Stefan Glas vom Metal Hammer spielt die Band auf Terror Thrash Metal, der intelligent und gut arrangiert ist und zudem druckvoll gespielt werde.

## Diskografie
als Hammer
- Metalmania '87 (Split mit Destroyers, 1987, Pronit)
- Metalmania '88 (Split mit Turbo, Destroyers, Cydhie Genoside, Dragon und Wolf Spider, 1988, Poljazz)
- Hammer (Album, 1989, Tonpress)
- Shermann (Album, 1990, Poko Rekords)
- Terror (Album, 1991, MUZA Polskie Nagrania)

als Hämmer
- Terror (Englische Fassung des Albums, 1992, Shark Records)
- SCHH1 (Album, 2003, Eigenveröffentlichung)
- …Skór Wiele… (Single, 2004, Eigenveröffentlichung)
- Czas Bohaterów (Single, 2007, Eigenveröffentlichung)

als Hamer
- The Pact (Single, 2014, Eigenveröffentlichung)